# Теймуров, Наги Ислам оглы
Наги Ислам оглы Теймуров (азерб. Nağı İslam oğlu Teymurov; род. 1930, Падар) — советский азербайджанский виноградарь, лауреат Государственной премии СССР (1984).

## Биография
Родился зимой 1930 года в селе Падар Сальянского уезда Азербайджанской ССР (ныне село в Аджикабулском районе).
В 1954—1972 годах — чабан колхоза имени Сабира, рабочий совхоза имени В. И. Ленина. С 1972 года — бригадир совхоза имени В. И. Ленина Шемахинского района. 
Теймуров проявил себя на работе опытным и трудолюбивым виноградарем, отличался как хороший руководитель. За время руководства Наги Теймуровым бригадой урожаи винограда увеличились в три раза; секретом получения высоких урожаев стало использование современнейших изобретений агрономии и агротехники, передовой практики известных виноградарей. Виноградарь завязал тесные отношения с сотрудниками ВНИИ виноделия и виноградарства «Магарач» и Азербайджанского НИИ виноградарства, делился с ними своим опытом, первым узнавал о новых исследованиях и изобретениях ученых. В 1983 году коллектив бригады под руководством Наги Теймурова впервые получил высокий урожай винограда с 18-процентным содержанием глюкозы — 160 центнеров с каждого гектара. Бригадира рабочие характеризовали как честного и справедливого руководителя, совершим трудовой проступок руководитель давал второй шанс. По предложению Теймурова в совхозе была открыты школа обменом опыта; многие ученики Теймурова с успехом сдавали вступительные экзамены в техникумах и институтах, становились звеньевыми и бригадирами, получая высокие урожаи винограда.
Постановлением ЦК КПСС и Совета Министров СССР от 7 ноября 1984 года, за большой личный вклад в увеличение производства, снижение себестоимости и улучшение качества с/х продукции Теймурову Наги Ислам оглы присуждена Государственная премия СССР.
Активно участвовал в общественной жизни Азербайджана. Член КПСС с 1972 года.